# 前大埔
前大埔，今又稱為東原，是臺灣臺南市東山區的一個傳統地域名稱，位於該區中部略偏東，並向南延伸至邊界。相較於今日行政區，其範圍大致包括東原里不含西北部凸出部分及東北端、高原里西南端、林安里東北部不含北端、嶺南里不含北部凸出部分的西北側、南勢里西部邊界地帶不含南端。
本地區境內主要聚落為前大埔（東原）、瓦厝仔、班芝花坑，其中前大埔聚落設有東原國小，瓦厝仔聚落附近設有東原國中。另外，斑芝花高爾夫俱樂部位於本地區北部近邊界地帶。

## 歷史
台灣日治初期，前大埔地區為一街庄，稱為「前大埔庄」（舊制街庄），隸屬於哆囉嘓東頂堡。該庄昔日西北與番仔嶺庄、大客庄為鄰，北邊一小段與六重溪庄為鄰，東北邊及東邊北段與崎仔頭庄為鄰，東邊南段及東南邊與下南勢庄為鄰，南邊一小段與大坵園庄為界，西南邊為九重橋庄，西邊為果毅後庄、牛肉崎庄。
1901年（日治明治三十四年）11月11日，全台廢縣廳改設二十廳，該庄隸屬於鹽水港廳。1904年（明治三十七年）4月1日，該庄編入「前大埔區」，隸屬於鹽水港廳。1906年（明治三十九年）4月1日，鹽水港廳內管轄區域調整，該庄仍隸屬於「前大埔區」。1909年（明治四十二年）10月25日，全台合併二十廳為十二廳，前大埔區改隸屬於嘉義廳。1920年（大正九年）10月1日，全台地方制度大改正，廢十二廳改設五州二廳，該庄改制為「前大埔」大字，隸屬於臺南州新營郡番社庄（新制街庄）。
戰後番社庄改制為番社鄉，隸屬於臺南縣，大字亦改制為村。1946年（民國35年）4月1日，番社鄉改名為「東山鄉」。1950年（民國39年）10月25日，雲、嘉、南分治，東山鄉仍隸屬於臺南縣。2010年（民國99年）12月25日，臺南縣、市合併為直轄臺南市，東山鄉改制為東山區，村亦改制為里。

## 聚落
本地區發展較早的聚落有前大埔（東原）、打鐵藔、瓦厝仔、竹圍仔埔、崎腳、子龍廳、檳榔樹腳、柿仔藔、班芝花坑、桃仔藔、西勢角、員潭、後厝、雙溪、牛稠仔內、宅仔內等，在日治期初期的官方地圖上已有記載。

## 交通
市道174號是北門區蘆竹溝至橫路的道路，經過本地區南部邊界地帶。由該道路西行可前往柳營區與六甲區邊界地帶、六甲區、下營區、學甲區、北門區南部，並止於溪底寮地區的蘆竹溝聚落；東行可前往東山區東南部，並止於下南勢地區橫路聚落附近的市道175號路口。
區道南99線是東山至嶺頂的道路，其南側端點（終點）位於本地區南部邊界地帶的市道174號路口，向北經過宅仔內、東原、班芝花坑等聚落。
區道南99-1線是大庄至崎腳的道路，其東南側端點（終點）位於本地區區道南104線路口。
區道南104線是東原至北寮的道路，其西側端點（起點）位於本地區主聚落的區道南105線路口。
區道南105線是東原至內坑的道路，其西北側端點（起點）位於本地區主聚落西側的區道南99線路口。
區道南106線是新吉庄至牛稠仔的道路，其東側端點（終點）位於本地區牛稠仔聚落旁側的區道南99線路口。

## 學校
- 東原國中
- 東原國小

## 運動休閒
- 斑芝花高爾夫俱樂部